# Route 107 (Québec)
Pour les articles homonymes, voir Route 107.
La route 107 (R-107) est une route nationale québécoise d'orientation nord / sud de l'ouest du Québec. Elle dessert les régions administratives de l'Outaouais et des Laurentides.

## Tracé
La route 107 relie les municipalités de Maniwaki et de Mont-Laurier (secteur Des Ruisseaux). Elle offre un parcours plus direct entre Maniwaki et Mont-Laurier que la combinaison des routes 105 et 117.

## Localités traversées (du sud au nord)
Liste des municipalités dont le territoire est traversé par la route 107, regroupées par municipalité régionale de comté.

### Outaouais
La Vallée-de-la-Gatineau
- Maniwaki
- Déléage
- Aumond

### Laurentides
Antoine-Labelle
- Mont-Laurier

## Intersections majeures
| MRC                      | Municipalité | km    | Destinations                                                            | Notes |
| ------------------------ | ------------ | ----- | ----------------------------------------------------------------------- | ----- |
| La Vallée-de-la-Gatineau | Maniwaki     | 0,00  | R-105 – Gatineau, Gracefield, Grand-Remous                              |       |
| La Vallée-de-la-Gatineau | Déléage      | 5,70  | Chemin de Sainte-Thérèse-de-la-Gatineau – Sainte-Thérèse-de-la-Gatineau |       |
| Antoine-Labelle          | Mont-Laurier | 38,80 | R-117 – Val-d'Or, Grand-Remous, Mont-Laurier                            |       |
|                          |              |       |                                                                         |       |